# Grand Prix automobile de Long Beach 2024
Navigation
Édition précédente Édition suivante
Le Grand Prix automobile de Long Beach 2024 (officiellement appelé le 2024 Acura Grand Prix de Long Beach) est une course de voitures de sport organisée sur le circuit urbain de Long Beach en Californie, aux États-Unis, qui s'est déroulée du 19 avril 2024 au 20 avril 2024 dans le cadre du Grand Prix de Long Beach. Il s'agissait de la troisième manche du championnat WeatherTech SportsCar Championship 2024 et seules les catégories GTP et GTD y ont participé.

## Circuit

Circuit urbain de Long Beach

Le Grand Prix automobile de Long Beach 2023 s'est déroulé sur le Circuit urbain de Long Beach situé en Californie. Il s'agit d'un circuit automobile temporaire tracé dans les rues de la ville de Long Beach. De par sa situation urbaine et en bord de mer, le circuit a été surnommé par les médias « Monaco of the West » (« Le Monaco de l'ouest »), en référence au célèbre circuit de Monaco.

## Course

### Classement de la course
Voici le classement final au terme de la course.
- Les vainqueurs de chaque catégorie sont signalés par un fond jauni.

| Pos     | Classe  | no  | Écurie                              | Pilotes                                                | Châssis                                 | Pneus | Tours                                  |
| Pos     | Classe  | no  | Écurie                              | Pilotes                                                | Moteur                                  | Pneus | Tours                                  |
| ------- | ------- | --- | ----------------------------------- | ------------------------------------------------------ | --------------------------------------- | ----- | -------------------------------------- |
| 1       | GTP     | 01  | Cadillac Racing                     | Sébastien Bourdais Renger van der Zande                | Cadillac V-Series.R                     | 68    | 1 h 40 min 07 s 318                    |
| 1       | GTP     | 01  | Cadillac Racing                     | Sébastien Bourdais Renger van der Zande                | Cadillac LMC55R 5,5 L V8 Atmo           | 68    | 1 h 40 min 07 s 318                    |
| 2       | GTP     | 31  | Whelen Cadillac Racing              | Jack Aitken Pipo Derani                                | Cadillac V-Series.R                     | 68    | + 0 s 564                              |
| 2       | GTP     | 31  | Whelen Cadillac Racing              | Jack Aitken Pipo Derani                                | Cadillac LMC55R 5,5 L V8 Atmo           | 68    | + 0 s 564                              |
| 3       | GTP     | 7   | Porsche Penske Motorsport           | Dane Cameron Felipe Nasr                               | Porsche 963                             | 68    | + 1 s 675                              |
| 3       | GTP     | 7   | Porsche Penske Motorsport           | Dane Cameron Felipe Nasr                               | Porsche 9RD 4,6 L V8 Twin-Turbo         | 68    | + 1 s 675                              |
| 4       | GTP     | 6   | Porsche Penske Motorsport           | Mathieu Jaminet Nick Tandy                             | Porsche 963                             | 68    | + 2 s 913                              |
| 4       | GTP     | 6   | Porsche Penske Motorsport           | Mathieu Jaminet Nick Tandy                             | Porsche 9RD 4,6 L V8 Twin-Turbo         | 68    | + 2 s 913                              |
| 5       | GTP     | 5   | Proton Competition Mustang Sampling | Gianmaria Bruni Mike Rockenfeller                      | Porsche 963                             | 68    | + 4 s 297                              |
| 5       | GTP     | 5   | Proton Competition Mustang Sampling | Gianmaria Bruni Mike Rockenfeller                      | Porsche 9RD 4,6 L V8 Twin-Turbo         | 68    | + 4 s 297                              |
| 6       | GTP     | 24  | BMW M Team RLL                      | Philipp Eng Jesse Krohn                                | BMW M Hybrid V8                         | 68    | + 5 s 047                              |
| 6       | GTP     | 24  | BMW M Team RLL                      | Philipp Eng Jesse Krohn                                | BMW P66/3 4,0 L V8 Twin-Turbo           | 68    | + 5 s 047                              |
| 7       | GTP     | 85  | JDC-Miller MotorSports              | Phil Hanson Tijmen van der Helm Richard Westbrook      | Porsche 963                             | 68    | + 6 s 892                              |
| 7       | GTP     | 85  | JDC-Miller MotorSports              | Phil Hanson Tijmen van der Helm Richard Westbrook      | Porsche 9RD 4,6 L V8 Twin-Turbo         | 68    | + 6 s 892                              |
| 8       | GTP     | 10  | Wayne Taylor Racing avec Andretti   | Filipe Albuquerque Ricky Taylor                        | Acura ARX-06                            | 68    | + 7 s 343                              |
| 8       | GTP     | 10  | Wayne Taylor Racing avec Andretti   | Filipe Albuquerque Ricky Taylor                        | Acura AR24e 2,4 L V6 Twin-Turbo         | 68    | + 7 s 343                              |
| 9       | GTD Pro | 14  | Vasser Sullivan                     | Ben Barnicoat Parker Thompson (en)                     | Lexus RC F GT3                          | 65    | + 3 Tours                              |
| 9       | GTD Pro | 14  | Vasser Sullivan                     | Ben Barnicoat Parker Thompson (en)                     | Toyota 2UR-GSE 5,0 L V8 Atmo            | 65    | + 3 Tours                              |
| 10      | GTD     | 96  | Turner Motorsport                   | Robby Foley Patrick Gallagher (en)                     | BMW M4 GT3                              | 65    | + 3 Tours                              |
| 10      | GTD     | 96  | Turner Motorsport                   | Robby Foley Patrick Gallagher (en)                     | BMW S58B30T0 3,0 L i6 M TwinPower Turbo | 65    | + 3 Tours                              |
| 11      | GTD     | 32  | Korthoff Preston Motorsports        | Mikaël Grenier Mike Skeen (en)                         | Mercedes-AMG GT3 Evo                    | 65    | + 3 Tours                              |
| 11      | GTD     | 32  | Korthoff Preston Motorsports        | Mikaël Grenier Mike Skeen (en)                         | Mercedes-Benz M159 6,2 L V8 Atmo        | 65    | + 3 Tours                              |
| 12      | GTD     | 66  | Gradient Racing                     | Stevan McAleer (en) Sheena Monk                        | Acura NSX GT3 Evo22                     | 65    | + 3 Tours                              |
| 12      | GTD     | 66  | Gradient Racing                     | Stevan McAleer (en) Sheena Monk                        | Acura JNC1 3,5 L V6 Turbo               | 65    | + 3 Tours                              |
| 13      | GTD     | 55  | Proton Competition                  | Giammarco Levorato Corey Lewis                         | Ford Mustang GT3                        | 65    | + 3 Tours                              |
| 13      | GTD     | 55  | Proton Competition                  | Giammarco Levorato Corey Lewis                         | Ford Coyote 5,4 L V8 Atmo               | 65    | + 3 Tours                              |
| 14      | GTD     | 13  | AWA                                 | Matthew Bell Orey Fidani (en)                          | Corvette Z06 GT3.R                      | 65    | + 3 Tours                              |
| 14      | GTD     | 13  | AWA                                 | Matthew Bell Orey Fidani (en)                          | Chevrolet LT6 5,5 L V8 Atmo             | 65    | + 3 Tours                              |
| 15      | GTD     | 57  | Winward Racing                      | Philip Ellis Russell Ward (en)                         | Mercedes-AMG GT3 Evo                    | 65    | + 3 Tours                              |
| 15      | GTD     | 57  | Winward Racing                      | Philip Ellis Russell Ward (en)                         | Mercedes-Benz M159 6,2 L V8 Atmo        | 65    | + 3 Tours                              |
| 16      | GTD     | 45  | Wayne Taylor Racing avec Andretti   | Danny Formal Kyle Marcelli (en)                        | Lamborghini Huracán GT3 Evo 2           | 65    | + 3 Tours                              |
| 16      | GTD     | 45  | Wayne Taylor Racing avec Andretti   | Danny Formal Kyle Marcelli (en)                        | Lamborghini DGF 5,2 L V10 Atmo          | 65    | + 3 Tours                              |
| 17      | GTD     | 43  | Andretti Autosport                  | Jarett Andretti (en) Scott Hargrove                    | Porsche 911 GT3 R                       | 65    | + 3 Tours                              |
| 17      | GTD     | 43  | Andretti Autosport                  | Jarett Andretti (en) Scott Hargrove                    | Porsche M97/80 4,2 L Flat Six Atmo      | 65    | + 3 Tours                              |
| 18      | GTD     | 28  | Flying Lizard Motorsports           | Elias Sabo Andy Lee                                    | Aston Martin Vantage AMR GT3 Evo        | 65    | + 3 Tours                              |
| 18      | GTD     | 28  | Flying Lizard Motorsports           | Elias Sabo Andy Lee                                    | Aston Martin M177 4,0 L V8 Turbo        | 65    | + 3 Tours                              |
| 19      | GTD     | 78  | Forte Racing (en)                   | Devlin DeFrancesco Misha Goikhberg Loris Spinelli (pl) | Lamborghini Huracán GT3 Evo 2           | 65    | + 3 Tours                              |
| 19      | GTD     | 78  | Forte Racing (en)                   | Devlin DeFrancesco Misha Goikhberg Loris Spinelli (pl) | Lamborghini DGF 5,2 L V10 Atmo          | 65    | + 3 Tours                              |
| 20      | GTD     | 34  | Conquest Racing                     | Albert Costa Manny Franco                              | Ferrari 296 GT3                         | 65    | + 3 Tours                              |
| 20      | GTD     | 34  | Conquest Racing                     | Albert Costa Manny Franco                              | Ferrari F163 3,0 L V6 Turbo             | 65    | + 3 Tours                              |
| 21      | GTD     | 86  | MDK Motorsports                     | Anders Fjordbach Kerong Li                             | Porsche 911 GT3 R                       | 64    | + 4 Tours                              |
| 21      | GTD     | 86  | MDK Motorsports                     | Anders Fjordbach Kerong Li                             | Porsche M97/80 4,2 L Flat Six Atmo      | 64    | + 4 Tours                              |
| 22 Abd. | GTP     | 25  | BMW M Team RLL                      | Connor De Phillippi Nick Yelloly                       | BMW M Hybrid V8                         | 61    | Endommagement à la suite d'un accident |
| 22 Abd. | GTP     | 25  | BMW M Team RLL                      | Connor De Phillippi Nick Yelloly                       | BMW P66/3 4,0 L V8 Twin-Turbo           | 61    | Endommagement à la suite d'un accident |
| 23 Abd. | GTD     | 27  | Heart of Racing Team                | Roman De Angelis (en) Spencer Pumpelly                 | Aston Martin Vantage AMR GT3 Evo        | 51    | Endommagement à la suite d'un accident |
| 23 Abd. | GTD     | 27  | Heart of Racing Team                | Roman De Angelis (en) Spencer Pumpelly                 | Aston Martin M177 4,0 L V8 Turbo        | 51    | Endommagement à la suite d'un accident |
| 24 Abd. | GTD     | 12  | Vasser Sullivan                     | Frankie Montecalvo Jack Hawksworth                     | Lexus RC F GT3                          | 41    | Endommagement à la suite d'un accident |
| 24 Abd. | GTD     | 12  | Vasser Sullivan                     | Frankie Montecalvo Jack Hawksworth                     | Toyota 2UR-GSE 5,0 L V8 Atmo            | 41    | Endommagement à la suite d'un accident |
| 25 Abd. | GTP     | 40  | Wayne Taylor Racing avec Andretti   | Louis Delétraz Jordan Taylor                           | Acura ARX-06                            | 30    | Accident                               |
| 25 Abd. | GTP     | 40  | Wayne Taylor Racing avec Andretti   | Louis Delétraz Jordan Taylor                           | Acura AR24e 2,4 L V6 Twin-Turbo         | 30    | Accident                               |
| 26 Abd. | GTD     | 120 | Wright Motorsports                  | Adam Adelson Elliott Skeer                             | Porsche 911 GT3 R                       | 8     | Endommagement à la suite d'un accident |
| 26 Abd. | GTD     | 120 | Wright Motorsports                  | Adam Adelson Elliott Skeer                             | Porsche M97/80 4,2 L Flat Six Atmo      | 8     | Endommagement à la suite d'un accident |
| 27 Abd. | GTD     | 70  | Inception Racing                    | Brendan Iribe Frederik Schandorff                      | McLaren 720S GT3 Evo                    | 7     | Accident                               |
| 27 Abd. | GTD     | 70  | Inception Racing                    | Brendan Iribe Frederik Schandorff                      | McLaren M840T 4,0 l V8 Twin-Turbo       | 7     | Accident                               |

## Pole position et record du tour
- Pole position :
- Meilleur tour en course :

## Tours en tête
...

## À noter
- Longueur du circuit : 1,968 miles (1,609 km)
- Distance parcourue par les vainqueurs :